# 森高酪農場
森高酪農場 (もりたからくのうじょ) は北海道厚岸郡厚岸町にある乳業メーカー。

## 概要
- 釧路公立大学の釧路建設業協会地域貢献推進委員会の報告書では「乳量ではなく、乳成分や乳質の良い牛乳を出してくれる牛を常に育てきている。」という評価を受けている。[1]

## 事業所
- 088-1124 北海道厚岸郡厚岸町宮園178-2

## 店舗
- 森高牧場直営店　
  - 営業時間
    - 夏期 (5月上旬から10月上旬) : 10時～18時
    - 冬期 (10月上旬から5月上旬) : 10時～17時

## 主な商品
- 森高特選牛乳
- 森高酪農場ゴーダチーズ

## 関連事項
- 北海道乳業協会